# 友誼關

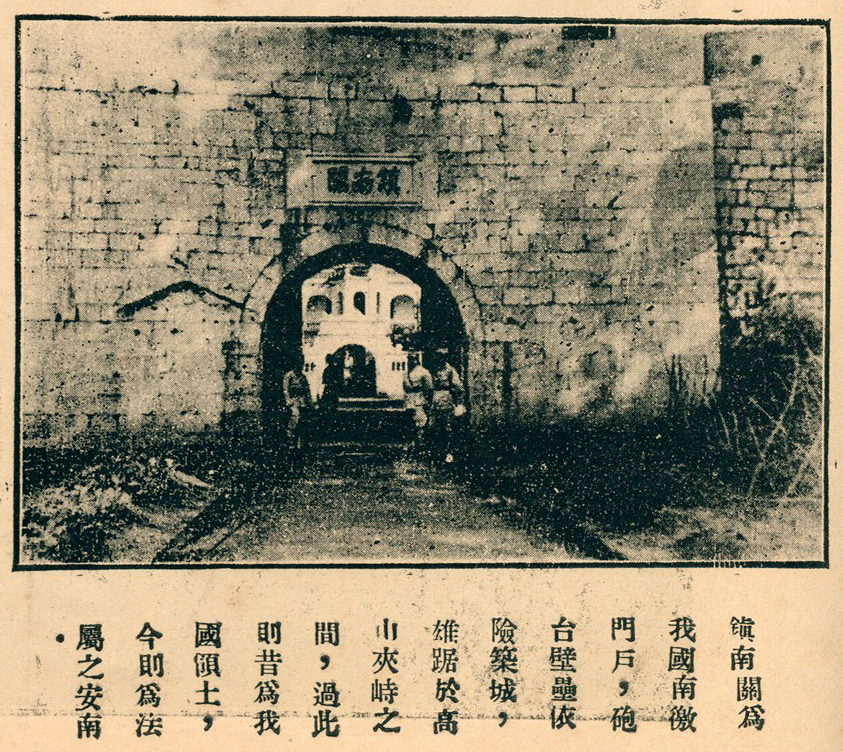

友誼關，越南称南關，原称鎮南關，位於中国廣西壯族自治區憑祥市友谊镇卡凤村（市区西南15公里處）。乃湘桂铁路穿越峡谷连接越南諒山，其关楼曾是中越边境中的重要關口之一，但1993年中国与越南重新划定边界后，其关楼完全置于中国境内。始建於西漢，曾用名雞陵關、大南關和界首關。大明永乐三年（1407年）改称镇夷關，亦称大南關、 南關、界首關，明末称鎮南關；清雍正时，两旁增筑城堞百余丈，为边防要隘；1953年改名睦南關，1965年更名友誼關至今。其國門並為古蹟，是古代九大名關之一，也是唯一現代仍在使用者。

## 历史事件

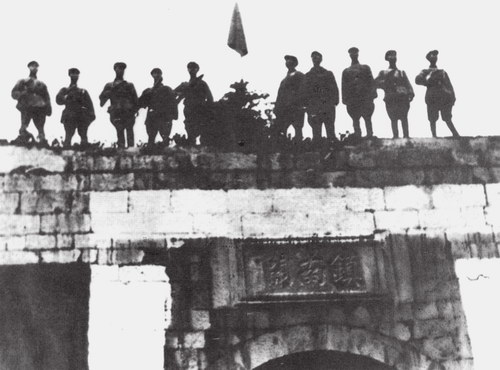
1949年12月11日，中国人民解放军进驻鎮南关，标志中国共产党完全接收广西

清光緒十一年（1885年），法軍1600餘人自越南諒山進犯鎮南關，馮子材率黑旗軍等部在關內4公里處的關前隘成功伏擊法軍，取得鎮南關大捷。战争结束后，中国与法国签订《续议界务专条》，镇南关关楼为中国与法属印度支那的分界线。
光緒三十三年（1907年），孫中山、黃興等曾于此發動反清的“鎮南關起義”。
1939年，日军占领镇南关并烧毁关楼，将横额“镇南关”的拓印寄回日本向天皇请功，之后劫走“南疆重镇”石刻横额。
1949年，第二次国共内战结束，中華人民共和國成立。12月11日，关楼升起中国人民解放军“八一”軍旗，标志中國共產黨完全接收廣西。
1993年，经历过1979年中越战争与两山战役后，中国与越南签订陆地边界条约，中国完全取得友谊关关楼的主权至今。

## 关内介绍

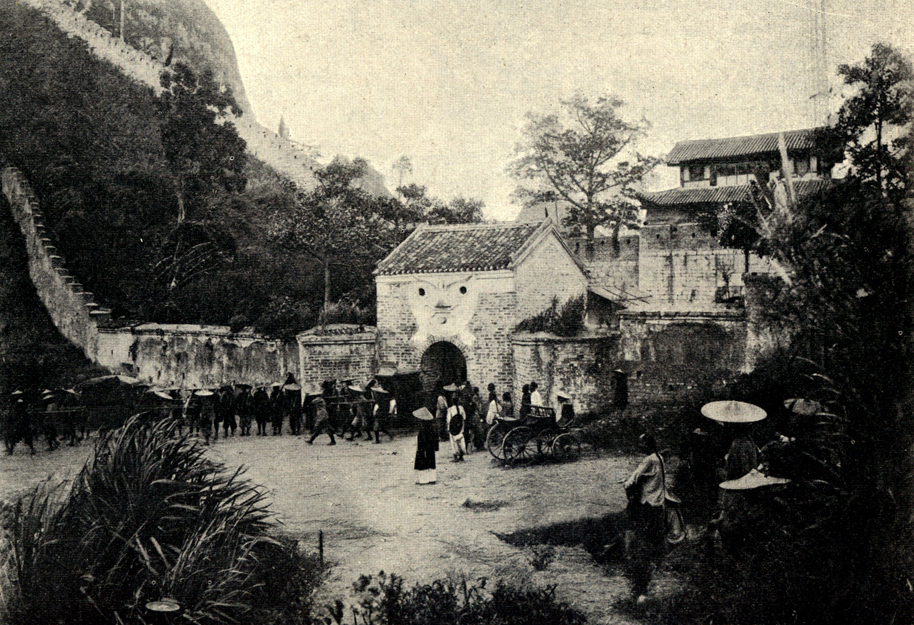

- 关楼题字：“友誼關”三字由1965年時任国务院副总理兼外交部长陈毅元帅题写，用汉白玉雕刻。
- 关楼组成：友谊关关楼、法式楼、友谊关广场。关楼由底座和回廊式楼阁两部份，主要设有友谊关历史展厅、会晤室和中国九大名关展览厅。友谊关历史展厅展出镇南关大捷、镇南关起义和红旗插上镇南关等历史图片以及模型。会晤室为家具陈列以及图片展览。
- 关楼两旁：左弼山和金鸡山。主要有金鸡山古炮台群，左弼山镇关炮台、零公里（中越边界界碑）、大清国万人坟等战争遗址。

## 其它
- 镇南关是中国古代九大名关之一，号称“天下第二关”。
- 友谊关與西北的平而關、水口關合稱“南天三關”。
- 1995年，被列为广西壮族自治区爱国主义教育基地。

## 交通
- 219国道過境。
- 322国道终点。
- 南友高速终点。
- 亞洲公路1號線